# Zachthaarboomstekelrat
De zachthaarboomstekelrat (Diplomys caniceps)  is een zoogdier uit de familie van de stekelratten (Echimyidae). De wetenschappelijke naam van de soort werd voor het eerst geldig gepubliceerd door Günther in 1877.

## Voorkomen
De soort komt voor in Colombia.